# トラビーア (小惑星)
(788153) トラビーア（英語: Trabia）は、小惑星帯を公転する小惑星の一つである。ハワイ島にあるすばる望遠鏡において2016年に得られた観測データ内から、未発見小惑星解析アプリケーション『COIAS』による市民科学プロジェクトでの捜索を通じて新天体として検出され、2025年7月21日に命名が発表された。

## 特徴
太陽からの軌道長半径が約 2.819 au（約4億2285万 km）離れた、軌道離心率が約 0.008 のほぼ真円に近い楕円軌道を約4.7年（約1,729日）の公転周期で公転している、小惑星帯内に位置する小惑星の一つである。軌道は黄道面から約4.69度傾いており、小惑星帯の中では比較的外側付近を公転している。絶対等級は約17.99等級とされる。この絶対等級を基にアルベドを 0.15 と仮定すると、直径は約 870 m と推定される。近日点と遠日点での太陽との距離が 1.7% ほどしか変化しない。

## 観測と登録
すばる望遠鏡によって得られた観測データの一部は、未発見の小惑星や太陽系外縁天体などの天体の探索を研究者に限らず一般市民からでも行えるようにするために開発され、2023年7月末から運用されているアプリケーション・このアプリを用いた市民科学プロジェクトである『COIAS』による解析が行われている。
トラビーアは2016年8月1日にハワイ島のマウナケア山山頂にあるすばる望遠鏡の超広視野主焦点カメラ (HSC) によって撮影された画像から、COIASのユーザーによって初めて検出・測定・報告された。その後の精査により、2009年1月30日にレモン山天文台で行われているレモン山サーベイによって観測されていたのが最も古い観測記録であると判明し、正式な発見日として認められている2016年8月1日までにはこの初観測の分も含めて24回の観測記録がある。また、COIASで最後に測定された撮影日の画像である同年8月9日より後にも番号登録までの時点で、ハワイのハレアカラ山山頂で行われているパンスターズが行ったものなど、合計23回の観測記録がある。
小惑星の観測を一元管理する国際天文学連合所属機関である小惑星センター（MPC）に同一の未知天体の観測報告が同じ年（衝期間）に複数夜で集まると、MPCはその天体に仮符号を与え仮登録を行う。COIASによる解析で、2016年夏に撮影された複数夜の画像からこの天体が検出・報告された結果、レモン山サーベイやパンスターズが行っていた過去の観測と連結された状態でMPCが2024年8月1日に公開した Minor Planet Supplement (MPS) にて仮符号 2016 PT297 が付与された。仮符号付与時点で過去の観測は1年に1夜だけしか報告されていなかったため、これらの観測が同一天体と気づかれず孤立した状態でMPCにストックされており、すばる望遠鏡の2016年の観測が契機で連結されている。
仮符号状態では小惑星は正式に登録されたわけではなく、正式な番号登録には多くの観測が集まり軌道が正確に確定する必要がある。仮符号登録後、COIASからさらに別の日の画像に写った観測が報告されたり、チリのセロ・トロロ汎米天文台にある口径 4 m のビクター・M・ブランコ望遠鏡に搭載されたDECamが撮影した画像に写っていたことが報告されるなどして、軌道がさらに精査されたことで2025年3月14日付で小惑星センターより公開された小惑星回報「MPC 181535-183282」にて、小惑星番号788,153番が与えられた。
番号登録と同時に、それまでの観測報告者から小惑星の発見者が決定されるが、ルール上最初に複数の観測報告が集まった衝期間を対象に、その中で最初の報告（報告日が基準で観測の先後は関係ない）を発見観測、報告者を発見者とすることになっており、この天体の発見者はCOIASと決定された。これで、COIASが発見者として登録された4例目の確定番号小惑星となった。

## 命名
発見者にはその小惑星への命名提案権が与えられるも、測定・報告者よりも観測者が優先されるためCOIAS発見天体の命名権を持つのは原初的にすばる望遠鏡HSCの観測チームだったが、このチームはCOIAS開発チームによる命名を快諾していたため、COIASでこの天体を測定したユーザーと開発チームの話し合いで提案する名前を決定することができた。
そして国際天文学連合の小天体の命名に関するワーキンググループ (WGSBN) より2025年7月21日に発行された『WGSBN Bulletin 5, #17』にて命名が公表され、この天体を測定・報告したCOIASユーザーの1人の思い出の地に由来する、イタリアのシチリア島にある基礎自治体（コムーネ）の名前である「トラビーア」と命名された。